# Jean Schmitz (Maler)
Jean Schmitz (* 14. Mai 1912 in Düren; † 25. Februar 1999 ebenda) war ein deutscher Maler, Grafiker und Kalligraf der klassischen Moderne. Er selbst bezeichnete seinen Stil als „Impressionistischen Realismus“, in dem kontrastreiche und farbenfrohe Malereien entstanden. In seinem Wirken verband er kunsthandwerkliche Fähigkeiten und die Ausbildung nach akademischen Vorgaben zur Schaffung eines unverwechselbaren Œuvre nach eigenen Farbtheorien.

## Leben
Jean Schnitz wurde als Sohn des Bierbrauers Mathias August Schmitz und seiner Ehefrau Helene Maria (geb. Flossdorf) geboren. Nach Abschluss der Malerlehre (1926–1928) erhielt Schmitz ab 1928/1929 seine erste akademische Ausbildung am Bauhaus Dessau (Kunst-, Design- und Architektur), dessen Direktor Walter Gropius war. Seine weitere Ausbildung absolvierte er an der Kölner Kunstwerkschule (1934–1938), und an der „Akademie für Gestaltung“ in Aachen (1988–1991).
Als Zeitgenosse des 20. Jahrhunderts mit zwei Weltkriegen erlebte er die Höhen und Tiefen seiner Generation, wobei er nach eigenen Worten „die Hoffnung auf eine bessere Zukunft nie aufgegeben“ habe. Zwischen den Kriegen machte er Studienreisen in Deutschland, der Schweiz und Italien. Von 1940 bis 1945 war er Soldat der Deutschen Wehrmacht. Zurückgekehrt in die von alliierten Bombenangriffen zerstörte Heimatstadt Düren hat er am Wiederaufbau im künstlerischen Bereich mitgewirkt.

## Werk und Wirken
Zu den öffentlich zugänglichen Arbeiten von Schmitz gehörte unter anderem bereits 1938 eine Wandmalerei im Bahnhofsgebäude Düren. 1946 vollendete er eine Wandmalerei im Sitzungssaal des historischen Gerichtsgebäudes seiner Heimatstadt. Es folgte 1947 die Ausmalung der Anna-Notkirche mit dem Portal der Gedächtnis-Kapelle.
Seine künstlerischen Kenntnisse vermittelte er der jungen Nachkriegsgeneration während seiner Lehrtätigkeit von 1949 bis 1962 an der Berufsschule Düren sowie als Dozent für Schriftgestaltung an der Volkshochschule. Seit 1950 beschäftigte ihn beruflich vor allem die Farb- und Raumgestaltung in Sakral- und Profanbauten. Es schien ihm logisch, von daher zum Zeichnen meist beschädigter oder zerstörter historischer Bauten überzugehen. Sein reifes Alterswerk machte er schließlich im Zusammenwirken mit dem privaten Museum Europäischer Kunst (Schloss Nörvenich) einem breiteren Publikum bekannt.
Ein Teil des künstlerischen Nachlasses von Jean Schmitz wurde dem Stadtmuseum Düren übereignet in der Erwartung einer permanenten Ausstellung.

## Ausstellungen
Das Schaffen des Künstlers war zu dessen Lebzeiten in über 120 Einzel- und Gemeinschaftsausstellungen im In- und Ausland zu sehen. Dazu gehörten folgende Präsentationen (Einzelausstellungen Auswahl):
- 1997 Museum Europäischer Kunst: Jean Schmitz 85 Jahre
- 1996 Stadtsparkasse Düren – Kunst hilft Menschen
- 1993 Gothaer Kunstforum, Köln: Kunst für CURA
- 1992 Kunst Museum Nörvenich (NRW): Clowns für UNICEF (Groß-Ausstellung zum 80. Geburtstag)
- 1989 40 Jahre Grundgesetz. Galerie Poppelsdorfer Allee, Bundeshauptstadt Bonn, (Patronat Bundestagspräsidentin Rita Süssmuth)
- 1987 NRW-Kunstkreis: Sonderausstellung zum 75. Geburtstag, Schloss Nörvenich
- 1966 und folgende Jahre zahlreiche Ausstellungen in Aachen, Berlin, Bonn, Düren, Düsseldorf, Köln, Lüttich, Paris, USA (Museum of European Art, Clarence, New York)

## Ehrungen und Auszeichnungen
- Mitglied des Alexander-Ordens Pour le Mérite für Kunst und Wissenschaft (Frankreich/USA), 1992
- Goldener Meisterbrief der Maler-Innung (NRW), 1989
- Bundesverdienstkreuz, 1987
- Ehrenmitglied Künstler-Kreis Europäische Kultur Stiftung (Deutschland), Schloss Nörvenich, (1985)
- Diplome für die Teilnahme am Kulturwettbewerb  Olympische Sommerspiele 1936 (Berlin) und Weltfachausstellung Paris 1937